# Smith & Wesson Model 10
Smith & Wesson Model 10, còn được biết với tên gọi Smith & Wesson Military & Police là một loại súng lục của Hoa Kỳ được thiết kế bởi nhà máy Smith & Wesson từ năm 1889 nhưng đến năm 1899 nó mới thành công và ra đời. Đây là loại súng lục tiêu chuẩn của các sĩ quan cảnh sát Hoa Kỳ từ những năm 1940 đến những năm 1980, hiện nay nó cùng nhiều súng lục Smith & Wesson khác đã bị thay thế bằng súng lục Glock 17 và Beretta 92.
Loại súng này xuất hiện hạn chế ở một số chiến trường, đáng chú ý nhất là chiến tranh Đông Dương, sĩ quan cùng binh lính quân đội Pháp đã mang nó rất nhiều trong thời ấy, Quân đội nhân dân Việt Nam đã tịch thu nó rồi sử dụng lại sau những trận đánh.
Smith & Wesson Model 10 chính là súng lục tiêu chuẩn trong những bộ phim Việt Nam nói về đề tài kháng chiến chống Pháp. Nó cũng được Hồng Kông mua lại với số lượng khổng lồ rồi giao lại cho Lực lượng cảnh sát Hồng Kông mang theo bên người như là vũ khí chính thức của họ.
Phiên bản nòng ngắn của nó vẫn là súng lục chính của cảnh sát hình sự Việt Nam cũng như Hồng Kông.

## Các quốc gia sử dụng
- Hoa Kỳ[1]
- Vương quốc Liên hiệp Anh và Bắc Ireland
- Israel
- Ấn Độ
- Nhật Bản[2]
- Hàn Quốc
- Campuchia
- Đài Loan
- Trung Quốc
- Hồng Kông
- Ma Cao
- Philippines[1]
- Thái Lan[1]
- Myanmar
- Malaysia
- Cộng hòa Dân chủ Nhân dân Triều Tiên
- Pakistan
- Djibouti
- Eritrea
- Costa Rica
- New Zealand[3]
- Nicaragua[4]
- Pháp
- Bỉ
- Úc
- Canada
- México
- Na Uy
- Peru
- Maroc
- Hà Lan
- Bồ Đào Nha
- Ireland
- Nam Phi
- Malaysia
- Singapore
- Indonesia
- Thổ Nhĩ Kỳ
- Ả Rập Xê Út[1]
- Libya[5]
- Vương quốc Lào: Nhận viện trợ từ Chính phủ Hoa Kỳ trong Nội chiến Lào.[6]
- Cuba
- Lào
- Việt Nam Dân chủ Cộng hòa
- Cộng hòa Miền Nam Việt Nam
- Việt Nam